# Odorrana khalam
Odorrana khalam là một loài ếch trong họ Ranidae. Chúng được tìm thấy ở Lào và Việt Nam.
Các môi trường sống tự nhiên của chúng là rừng mây ẩm nhiệt đới và cận nhiệt đới và sông. Tình trạng bảo tồn của nó hiện chưa đủ thông tin.